# 霍盧比夫卡 (紹斯特卡區)
52°14′27″N 33°47′9″E / 52.24083°N 33.78583°E
霍盧比夫卡（烏克蘭語：Голубівка）是位於烏克蘭東北部的村莊，由蘇梅州紹斯特卡區的茲諾布-諾夫霍羅茨凱市鎮負責管轄。該村處於茲諾比夫卡河左岸，分別距離亞斯納波利亞納0.5公里和利斯内1.5公里，海拔高度159米，2001年人口211。